# Хроневские
Хроневские (пол. Chroniewski) — дворянский род.
Происходят от Михаила Хроневского, бывшего в 1786 году Мечником Земли Закрочимской.

## Описание герба
В красном поле золотой гриф, вправо, с опущенным хвостом, держащий в левой лапе золотой перстень, а в правой три страусовые пера. 
В навершии шлема такие же перья в золотом кольце. Герб Гриф 3 (употребляют: Хроневские) внесен в Часть 2 Гербовника дворянских родов Царства Польского, стр. 88.